# Väggört
Väggört (Parietaria officinalis) är en flerårig ört inom släktet väggörter och familjen nässelväxter. Väggörtens stjälk är upprätt och sällan kort grenig. Dess glänsande mörkgröna blad blir från fyra till tolv centimeter, är äggrunda lansettlika, ofta med utdragen spets och med en blek matt undersida. Väggörtens blommor sitter samlade i två täta klotlika gyttringar i varje bladveck med vardera 12 till 50 blommor. Blommorna är samkönade och är mindre än tre mm långa, med ett tunt klocklikt hylle i frukten. Dess glänsande svarta nöt blir från 1,3 till 1,9 millimeter och är plattat äggrunda.

## Utbredning
Väggörten är mycket sällsynt i Norden, men trivs bäst på skuggad, frisk, näringsrik lerjord, såsom vägrenar, trädgårdar, ruiner och häckar. Dess utbredning i Norden sträcker sig till några få platser i Danmark. Väggörten fördes in redan under medeltiden.